# Haworthia zantneriana
Haworthia zantneriana ist eine Pflanzenart der Gattung Haworthia in der Unterfamilie der Affodillgewächse (Asphodeloideae). Das Artepitheton zantneriana den deutschen Sukkulentenliebhaber Alfred Zantner († 1953).

## Beschreibung
Haworthia zantneriana wächst stammlos und sprossend. Die 20 bis 40 ausgebreiteten, lanzettlichen, verschmälerten, zugespitzten Laubblätter bilden eine Rosette mit einem Durchmesser von 5 bis 6 Zentimetern. Die kahle, weiche, blass grüne Blattspreite ist 6 Zentimeter lang und 1,2 Zentimeter breit. Auf der Blattoberfläche befinden sich in der Regel durchsichtige, weiße Längsmarkierungen.
Der schlanke Blütenstand erreicht eine Länge von bis zu 25 Zentimeter und besteht aus 20 bis 30 locker angeordneten Blüten. Die weißen Blüten besitzen eine grüne Nervatur.

## Systematik und Verbreitung
Haworthia zantneriana ist in der südafrikanischen Provinz Ostkap verbreitet.
Die Erstbeschreibung durch Karl von Poellnitz wurde 1935 veröffentlicht. Ein nomenklatorisches Synonym ist Haworthia chloracantha var. zantneriana (Poelln.) Halda (1997).
Es werden folgende Varietäten unterschieden:
- Haworthia zantneriana var. zantneriana
- Haworthia zantneriana var. minor M.B.Bayer

## Nachweise